# Gran Premio del Valentino 1955
Il Gran Premio del Valentino 1955, conosciuto anche come VII Gran Premio del Valentino, è stata una gara extra-campionato di Formula 1 tenutasi il 27 marzo, 1955 al Parco del Valentino di Torino. 
La corsa, disputatasi su un totale di 90 giri, fu vinta da Alberto Ascari su Lancia D50.

## Gara

### Resoconto
Alla partenza Ascari, partito dalla pole, si fece sorprendere dalle Maserati di Luigi Musso, Roberto Mieres e Jean Behra, il quartetto di piloti rimase compatto per le prime fasi di gara poi, al ventunesimo giro Musso, che era al comando, uscì di pista, fortunatamente senza conseguenze per il pilota, a causa della rottura di un tubo dell'olio e lasciò il comando ad Ascari. Nonostante gli sforzi dell'argentino Mieres, che si piazzerà al secondo posto finale, i successivi ritiri di Behra e le noie meccaniche che afflissero le Ferrari consegnarono il primo storico successo per la Scuderia Lancia in un Gran Premio di Formula 1 sancendo anche il ritorno alla vittoria nella massima serie automobilistica del due volte campione del mondo, il cui ultimo successo risaliva al Gran Premio iridato di Svizzera del 1953.

### Risultati

Musso al comando davanti ad Ascari nelle prime fasi di corsa

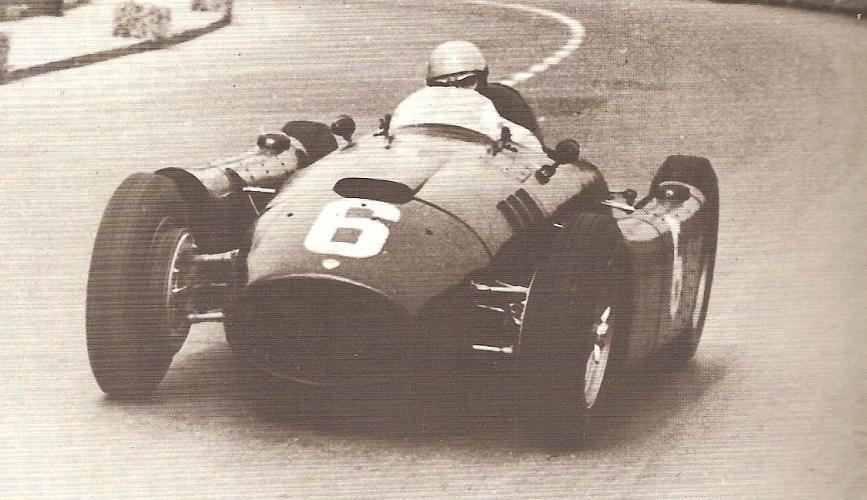
La Lancia D50 di Ascari in azione sul circuito torinese

Il team Lancia in un momento di relax durante le prove: da sinistra Villoresi, Ascari, Castellotti e l'ingegner Vittorio Jano

| Pos | Nr | Pilota              | Vettura          | Giri | Tempo/Ritiro         |
| --- | -- | ------------------- | ---------------- | ---- | -------------------- |
| 1   | 6  | Alberto Ascari      | Lancia D50       | 90   | 2h40:21.2            |
| 2   | 32 | Roberto Mieres      | Maserati 250F    | 90   | + 27.1               |
| 3   | 30 | Luigi Villoresi     | Lancia D50       | 90   | + 1:44.2             |
| 4   | 22 | Eugenio Castellotti | Lancia D50       | 90   | + 1:44.8             |
| 5   | 20 | Harry Schell        | Ferrari 625      | 87   | + 3 giri             |
| 6   | 36 | Louis Rosier        | Maserati 250F    | 79   | + 11 giri            |
| 7   | 26 | Berardo Taraschi    | Ferrari 166      | 79   | + 11 giri            |
| 8   | 18 | Maurice Trintignant | Ferrari 625      | 75   | + 15 giri            |
| 9   | 14 | Prince Bira         | Maserati 250F    | 66   | + 24 giri            |
| Rit | 12 | Lorenzo Girard      | Ferrari 500      | 44   | Guasto               |
| Rit | 10 | Alfonso de Portago  | Ferrari 625      | 34   | Carter               |
| Rit | 2  | Giuseppe Farina     | Ferrari 625      | 22   | Cambio               |
| Rit | 34 | Luigi Musso         | Maserati 250F    | 21   | Perdita d'olio       |
| Rit | 8  | Jean Behra          | Maserati 250F    | 12   | Sospensione          |
| Rit | 24 | Cesare Perdisa      | Maserati 250F    | 12   | Sospensione          |
| NP  | 4  | Sergio Mantovani    | Maserati 250F    |      | Incidente in prova   |
| NA  | 16 | Ottorino Volonterio | Maserati A6GCM   |      | Iscrizione annullata |
| NA  | 28 | Mario Alborghetti   | Maserati 4CLT/48 |      | Auto non pronta      |

## Qualifiche

### Resoconto
La giornata di prove ufficiali del sabato fu caratterizzata dal terribile incidente occorso al pilota milanese Sergio Mantovani all'ingresso del sottopasso nella zona nord del circuito. La Maserati 250F guidata dal giovane corridore urtò con la ruota posteriore destra il marciapiede iniziando così una serie di paurose piroette e sbalzando Mantovani dall'abitacolo. Nell'urto con l'asfalto il pilota subì solamente la frattura del setto nasale ma la vettura fuori controllo andò a schiacciarne la gamba sinistra e nonostante gli sforzi dei medici l'arto sarebbe stato poi amputato per poter salvare la vita dello sfortunato pilota Maserati.

### Risultati
| Fila     | Pos | Pilota              | Vettura  | Tempo     |
| -------- | --- | ------------------- | -------- | --------- |
| I fila   | 1°  | Alberto Ascari      | Lancia   | 1:42.0    |
|          | 2°  | Jean Behra          | Maserati | 1:42.2    |
|          | 3°  | Luigi Musso         | Maserati | 1:43.1    |
| II fila  | 4°  | Giuseppe Farina     | Ferrari  | 1:44.2    |
|          | 5°  | Roberto Mieres      | Maserati | 1:44.2    |
| III fila | 6°  | Luigi Villoresi     | Lancia   | 1:44.2    |
|          | 7°  | Maurice Trintignant | Ferrari  | 1:44.3    |
|          | 8°  | Eugenio Castellotti | Lancia   | 1:44.4    |
| IV fila  | 9°  | Harry Schell        | Ferrari  | 1:45.4    |
|          | 10° | Cesare Perdisa      | Maserati | 1:46.2    |
| V fila   | 11° | Alfonso de Portago  | Ferrari  | 1:47.3    |
|          | 12° | Louis Rosier        | Maserati | 1:48.2    |
|          | 13° | Prince Bira         | Maserati | 1:48.4    |
| VI fila  | 14  | Berardo Taraschi    | Ferrari  | 1:56.3    |
|          | 15° | Lorenzo Girard      | Ferrari  | 2:11.3    |
| VII fila | 16° | Sergio Mantovani    | Maserati | Incidente |